# Paul von Jägerndorf

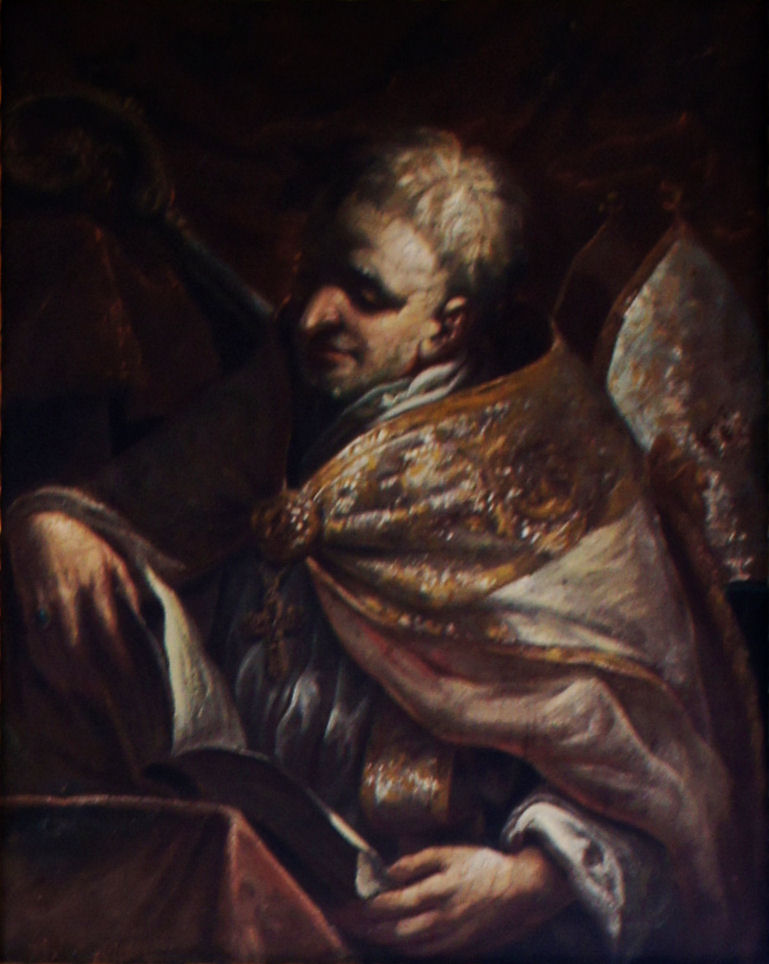
Paul von Jägerndorf auf einem Gemälde im Fürstengang Freising

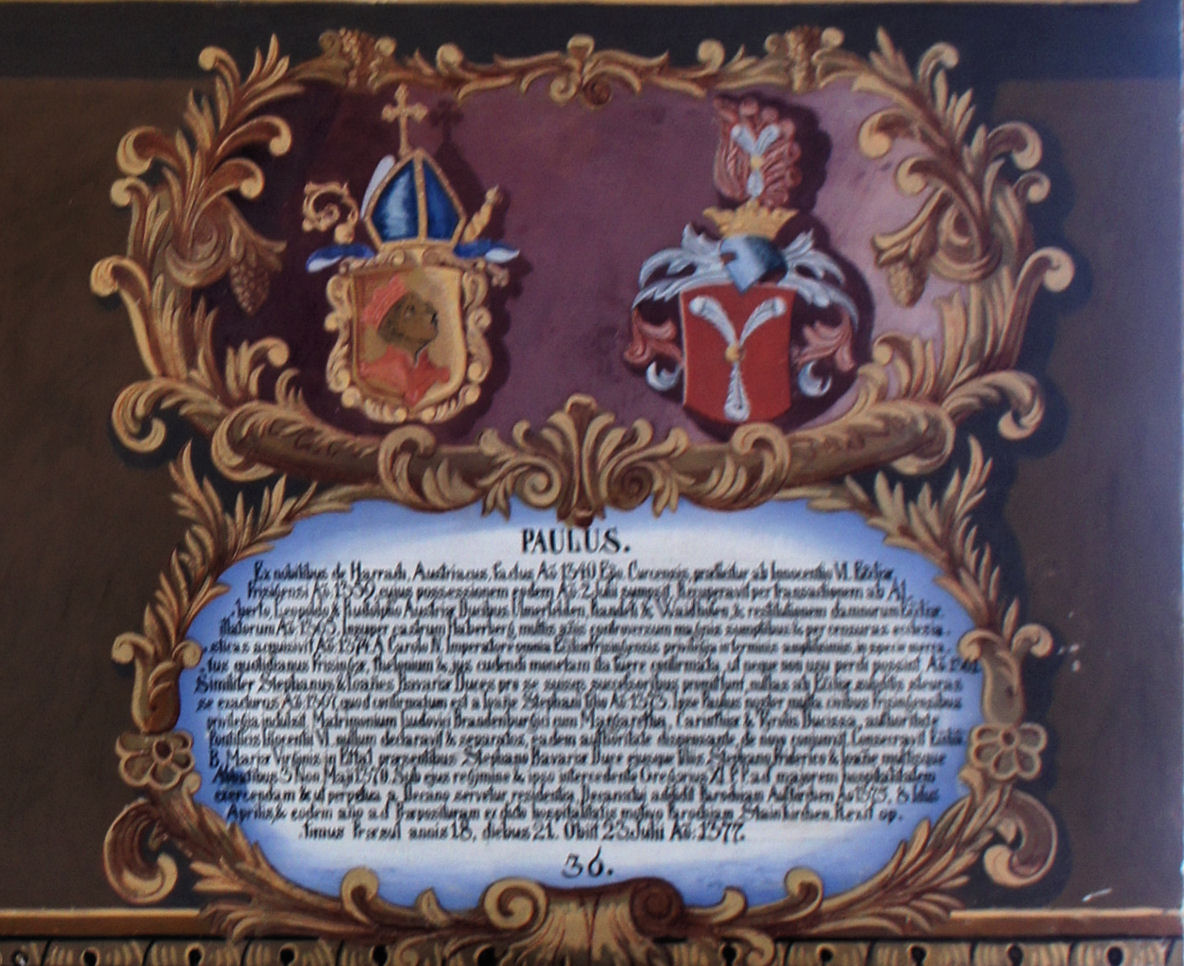
Wappentafel von Paul von Jägerndorf im Fürstengang Freising

Paul von Jägerndorf (auch Paul von Harrach; * vermutlich in Jägerndorf, Provinz Troppau; † 23. Juli 1377 in Freising, oder Österreich) war von 1352 bis 1359 Bischof von Gurk und von 1359 bis 1377 Fürstbischof von Freising.

## Leben
Die Angaben über die Herkunft des Bischofs Paul sind widersprüchlich. Nach einigen Quellen entstammte er dem böhmisch-österreichischen Adelsgeschlecht Harrach, und seine Eltern waren Theoderich von Harrach († 1336) und Cunigunde, deren Herkunft nicht bekannt ist. Nach anderen Angaben entstammte er einem schlesischen Rittergeschlecht, das im nördlichen Mähren in der Gegend von Jägerndorf begütert gewesen und das Jägerndorfer Minoritenkloster begründet haben soll. Nach diesen Angaben hieß Pauls Vater Peter, und er hatte die Söhne Boto, Nikolaus und Otto sowie Johann de Jegersdorf bzw. de Lobensteyn, wobei Johann identisch mit dem späteren Bischof Paul von Jägerndorf sein soll.
Da Paul als Kaplan und „iuris peritus“ bezeichnet wird, muss er höhere Studien absolviert haben. Er war schon früh Sekretär des Königs Ludwig I. von Ungarn. Dieser erbat für ihn im Jahre 1350 ein Kanonikat in Gran und das Archidiakonat in Neutra. Außerdem wurde er Domherr in Breslau und Pfarrer von Reisbach bei Regensburg sowie Propst von Höglwörth in Oberbayern. Seit dem 22. Mai 1351 ist er als Magister belegt.
Nach dem Tod des Gurker Bischofs Ulrich von Wildhaus im Jahr 1351 kam es bei der Neubesetzung zu Streitigkeiten zwischen dem Papst und dem Salzburger Erzbischof Ortolf. Dieser ernannte im Einverständnis mit dem Domkapitel – jedoch ohne die vorgesehene Mitteilung an den Papst – seinen Bruder Ulrich von Weißeneck zum Nachfolger und weihte ihn auch zum Bischof. Auf Betreiben des ungarischen Königs Ludwig ernannte Papst Clemens VI. jedoch Paul von Jägerndorf, dessen Provision am 24. Oktober 1351 erfolgte.
Die Ernennung verdankte er folgendem Umstand: König Ludwig war mit Papst Clemens in Streit gekommen, als letzterer die Krönung von Ludwigs Bruder Andreas zum König von Neapel verzögerte. Nachdem Andreas auf Anstiften seiner Gattin Johanna ermordet wurde, wurde sie selbst zur Königin von Neapel gekrönt. Aus Rache unternahm nun König Ludwig Kriegszüge nach Neapel, um den Papst zu bekämpfen, der der Lehensherr der Königin Johanna war. Daraufhin rächte sich der Papst, indem er Ludwig exkommunizierte. Da König Ludwig nun die Lösung des Banns anstrebte, gab er seine Ansprüche auf Sizilien auf und entsandte 1351 Paul von Jägerndorf nach Avignon. Der Papst wollte sich bei Paul von Jägerndorf erkenntlich zeigen und verlieh ihm als Lohn das Bistum Gurk. Am 23. Januar 1352 erhielt Paul die Erlaubnis, sich von einem beliebigen Bischof weihen zu lassen. Da sich das Gurker Kapitel und die Ministerialen übergangen fühlten, rebellierten sie und besetzten die bistümlichen Schlösser. Daraufhin beauftragte der Papst den Patriarchen von Aquileja, gegen die Rebellen vorzugehen. Sie wurden zum Einlenken gezwungen und erkannten Paul schließlich als Bischof an. Gegenbischof Ulrich konnte sich jedoch noch eine Zeitlang behaupten. Erst 1352 verzichtete er auf die Bischofswürde, als er zum Bischof von Seckau ernannt wurde.
Bischof Paul wurde vom Papst mit wichtigen diplomatischen Missionen betraut, weshalb er sich kaum in seiner Diözese Gurk aufhielt. U. a. wurde er als Nuntius des Apostolischen Stuhls zu Markgraf Johann Heinrich von Mähren und Herzog Albrecht von Österreich geschickt, um die Feindseligkeiten zwischen den beiden durch Vermittlung eines Friedens zu beenden. Gemeinsam mit dem österreichischen Herzog Rudolf IV. vermittelte er in einem Streit zwischen Ludwig V. dem Brandenburger und Papst Innozenz VI.
Der ungarische König Ludwig, der Paul von Jägerndorf seinerzeit zum Bischofsstuhl von Gurk verholfen hatte, wollte ihn auch noch auf den Patriarchenstuhl von Aquileja bringen. Da der Papst diesem Wunsch nicht entsprechen konnte, übertrug er 1359 Paul von Jägerndorf stattdessen das Bistum Freising. Weil Paul von Jägerndorf das Schreiben des Papstes selbst überbrachte, wurde vermutet, er habe seine Beförderung in Avignon selbst betrieben. Am 15. Mai 1359 wurde Paul nach Freising transferiert und am 2. Juli nahm er von seiner Kathedrale Besitz.
Während seiner Amtszeit als Bischof von Freising bemühte er sich, die dem Hochstift Freising unter seinen Vorgängern weggenommenen Güter in Österreich zurückzugewinnen. Deshalb wandte er sich an Papst Urban V., der seinen Legaten Collonna mit den entsprechenden Ausgleichsverhandlungen beauftragte. Obwohl Herzog Rudolf IV. von Österreich versprach, die eingezogenen Güter zurückzugeben, kam es dazu erst nach Rudolfs IV. Tod 1365. In einem Bündnisvertrag mit dessen Brüdern Albrecht III. und Leopold III. verpflichtete sich Bischof Paul, mit den in Österreich gelegenen Burgen und Städten des Hochstifts den Herzögen Beistand zu leisten und diese im Notfall zu öffnen. Als sich die Grafen von Görz die Freisinger Hofmark Innichen im Pustertal aneigneten, kam es durch Vermittlung des Papstes Gregor XI. 1374 zu einem Vertrag, der die Rückgabe der Hofmark an das Hochstift Freising zusicherte, wobei allerdings zugleich die rechtliche Position der Hofmark geschwächt wurde.
Wegen hoher Verschuldung musste sich Bischof Paul 1361 zu einer befristeten Abtretung des Freisinger Anteils am Münchner Brückenzoll verpflichten. Zugleich musste er auf Druck des Domkapitels auf einen Teil seiner Privilegien verzichten. 1365 weihte er die wieder aufgebaute älteste Münchner Pfarrkirche St. Peter und 1370 die Klosterkirche Ettal. Nach 18-jähriger Regierung verstarb er am 23. Juli 1377. Auch sein Sterbe- und Bestattungsort wird widersprüchlich angegeben. Er starb entweder in Freising oder Österreich und sein Leichnam wurde entweder im Freisinger Dom oder in der Kartause Gaming beigesetzt. Ein Freisinger Epitaph aus dem 18. Jahrhundert nennt ihn „Paul de Harach“.